# Lyfë
«Lyfë» es el séptimo EP del rapero estadounidense Yeat. Fue lanzado a través de Geffen Records, Field Trip y Twizzy Rich el 9 de septiembre de 2022. El EP cuenta con la participación especial de Lil Uzi Vert.

## Antecedentes y promoción
El 15 de junio de 2022, Yeat recurrió a Twitter para anunciar el título del EP. El 2 de septiembre de 2022, lanzó el sencillo principal, «Talk», una colaboración con el productor estadounidense Bnyx. Al lanzar el sencillo «Talk» del EP, Yeat confirmó en Instagram que su próximo EP se lanzaría la semana siguiente, el 9 de septiembre de 2022.

## Desempeño comercial
Lyfë debutó en el número diez del Billboard 200 de EE. UU. con 30.000 ventas en su primera semana, convirtiéndose en el segundo proyecto entre los diez primeros de Yeat.  El EP también acumuló un total de 42,08 millones de transmisiones bajo demanda de las canciones del EP durante la semana de seguimiento. 

## Recepción de la crítica
En una reseña positiva, Pitchfork elogió el estilo y la energía únicos de Yeat, y consideró que era uno de sus esfuerzos más fuertes hasta la fecha, escribiendo: «El rage rap puede ser rutinario y agotador, pero en pequeñas dosis, como en el nuevo muro del rapero de Portland». Álbum hipnótico y deprimente: el estilo puede ser ridículamente divertido, electrizante e hiperreal».

## Listado de canciones
| Lista de Lyfë |                                     |               |          |  |
| N.º           | Título                              | Productor(es) | Duración |  |
| 1.            | «Flawless» (featuring Lil Uzi Vert) | Bnyx          | 2:56     |  |
| 2.            | «Up Off X»                          | Opium Jai     | 3:18     |  |
| 3.            | «Out the Way»                       | Bnyx          | 2:30     |  |
| 4.            | «Wat It Feel Lyke»                  | Bnyx          | 2:10     |  |
| 5.            | «Got It All»                        | Dulio         | 2:51     |  |
| 6.            | «Can't Stop It»                     | Bnyx          | 2:12     |  |
| 7.            | «Krank»                             | Mingo         | 2:55     |  |
| 8.            | «Talk»                              | Bnyx          | 2:54     |  |
| 9.            | «Come On»                           | BenjiCold     | 3:24     |  |
| 10.           | «System»                            | Outlit        | 2:46     |  |
| 11.           | «Holy 1»                            | Malaspina     | 3:21     |  |
| 12.           | «Killin Em»                         | Bnyx          | 2:52     |  |
| 34:09         |                                     |               |          |  |

Notas
- Cualquier título de canción que contenga la letra 'e' se sustituye por 'ë'. Por ejemplo, "Flawless" se estiliza como "Flawlëss". Si una canción contiene dos o más 'e', solo se reemplaza la última. Solo la primera letra del título de cada canción está en mayúscula. Por ejemplo, "Out thë Way" se estiliza como "Out thë way"

## Gráficos
| Gráfico (2022–2023)                 | Lista posición |
| ----------------------------------- | -------------- |
| Austria (Ö3 Austria)                | 57             |
| Bélgica (Ultratop flamenca)         | 90             |
| Canadian Albums (Billboard)         | 24             |
| Finlandia (Suomen Virallinen Lista) | 49             |
| Lithuanian Albums (AGATA)           | 5              |
| New Zealand Albums (RMNZ)           | 36             |
| Polonia (ZPAV)                      | 84             |
| US Billboard 200                    | 10             |

## Certificaciones
| País    | Organismo certificador | Certificación | Ventas certificadas | Ref.   |
| ------- | ---------------------- | ------------- | ------------------- | ------ |
| Canadá  | Music Canada           | Oro           | 40 000              | [ 13 ] |
| Polonia | ZPAV                   | Oro           | 10 000              | [ 14 ] |

## Personal
- Rich Keller - masterización
- Noah Smith – mezcla, grabación